# ربوده‌شده ۲
ربوده‌شده ۲ (به انگلیسی: Taken 2) نام فیلم اکشن/دلهره‌آور فرانسوی است که کارگردان آن الیویر مگاتن بوده و ادامه فیلم ربوده شده است. این فیلم دومین قسمت از مجموعه‌فیلم ربوده‌شده است.

## داستان
یک سال پس از حوادث پاریس، برایان میلز یک بار دیگر مجبور می‌شود تا برای نجات جان همسر سابقش، لنور، شخصاً وارد عمل شود. لنور توسط یک آلبانیایی که پسرش در پاریس توسط برایان کشته شد، در استانبول، ربوده می‌شود.

## مشروح داستان
در مراسم خاکسپاری مارکو، پسر مراد هوژا، و همراهانش در تروپویه، رئیس مافیای آلبانی و تروریست آزاد، مراد هوژا سوگند می‌خورد که از قاتل پسرش انتقام بگیرد. او به‌همراه افرادش به پاریس می‌رود و ژان‌کلود پیترل، مأمور پیشین مدیریت کل امنیت خارجی فرانسه (DGSE) که اکنون پلیسی فاسد در پلیس ملی فرانسه است را بازجویی و شکنجه می‌کند؛ چرا که کارت ویزیت او در صحنهٔ قتل مارکو یافت شده بود، اما چیزی دستگیرش نمی‌شود. سپس با پرداخت رشوه به یک مقام فاسد پلیس، به پرونده‌های پیترل دسترسی پیدا می‌کند و پی می‌برد که دوست قدیمی پیترل، برایان میلز، مسئول این ماجرا بوده و اکنون در استانبول تعطیلات خود را می‌گذراند.
در همین حال، برایان به‌تازگی مأموریت سه‌روزهٔ محافظت از یک شیخ سعودی را در استانبول به پایان رسانده و از دیدار غیرمنتظرهٔ همسر سابقش، لنور، و دخترش، کیم، شگفت‌زده می‌شود. روز بعد، هنگامی که با لنور برای ناهار بیرون رفته‌اند، برایان متوجه تعقیب آن‌ها توسط افراد مراد می‌شود. به لنور می‌گوید که فرار کند و خودش نیز می‌کوشد از دست آلبانیایی‌ها بگریزد، اما در نهایت تسلیم می‌شود و لنور دستگیر می‌شود. برایان که درمی‌یابد کیم نیز هدف بعدی آن‌هاست، با او در هتل تماس می‌گیرد و از او می‌خواهد در کمد پنهان شود. کیم با اختلافی اندک از دست آدم‌رباها فرار می‌کند، در حالی‌که آن‌ها پس از کشتن دو نگهبان مجبور به عقب‌نشینی می‌شوند.
برایان که به هوش می‌آید، می‌بیند با بست پلاستیکی به لوله‌ای بالای سرش در زیرزمینی خالی بسته شده است. او با استفاده از گوشی کوچکی که در جورابش پنهان کرده، با کیم تماس می‌گیرد و از او می‌خواهد سفارت آمریکا را مطلع کند؛ اما کیم تصمیم می‌گیرد خودش به پدرش کمک کند. او از کیف تجهیزات پدرش یک نارنجک برمی‌دارد و آن را روی پشت‌بامی در نزدیکی منفجر می‌کند؛ صدای انفجار به برایان امکان می‌دهد تا محل تقریبی‌اش را به کیم اعلام کند.
تروریست‌ها لنور را می‌آورند، زخم کوچکی بر گردنش ایجاد می‌کنند و او را وارونه آویزان می‌کنند تا از خونریزی بمیرد. به‌محض خروج آن‌ها، برایان خود را آزاد کرده و سپس لنور را نیز نجات می‌دهد. او سپس از کیم می‌خواهد که دو نارنجک دیگر منفجر کند تا محل او را دقیق‌تر بیابد و از او می‌خواهد از طریق دود بخاری راهنمایش باشد. کیم از طریق دودکش، اسلحه‌ای برای پدرش پایین می‌اندازد و برایان با آن نگهبانان را از پا درمی‌آورد. او کیم را نجات می‌دهد، اما لنور دوباره اسیر می‌شود. برایان و کیم با دزدیدن یک تاکسی، تعقیب آدم‌ربایان را آغاز می‌کنند، اما یک شاسی‌بلند از طرف کارتل برای منحرف کردن آن‌ها وارد می‌شود. درگیری مسلحانه‌ای در می‌گیرد که پلیس ترکیه را نیز متوجه می‌کند و در نهایت با کشاندن شاسی‌بلند به مسیر قطاری در حال حرکت، آن را از بین می‌برند.
برایان کیم را در سفارت آمریکا می‌گذارد و با استفاده از حافظه‌اش مخفی‌گاه مراد را می‌یابد. او لنور را نجات می‌دهد و باقی افراد کارتل را در حمامی می‌کشد. هنگام رویارویی با مراد، به او پیشنهاد می‌دهد که در صورت بازگشت به کشور و صرف‌نظر از انتقام، او را آزاد خواهد کرد. مراد می‌پذیرد و برایان اسلحه‌اش را زمین می‌گذارد، اما مراد به‌سرعت از قولش عدول می‌کند و تلاش می‌کند برایان را بکشد. اما در کمال وحشت مراد، اسلحه خالی است، چرا که برایان گلوله را پیش‌تر برداشته بود. او که می‌داند مراد هرگز از انتقام دست نخواهد کشید، در نهایت او را با فروکردن در قلاب تیز حوله به قتل می‌رساند.
سه هفته بعد، در کافه‌ای در لس‌آنجلس، خانوادهٔ میلز در حال خوردن میلک‌شیک هستند تا قبولی کیم در آزمون رانندگی را جشن بگیرند. به‌طور غیرمنتظره، دوست‌پسر کیم، جیمی، نیز به آن‌ها می‌پیوندد و کیم با شوخی به پدرش می‌گوید: «فقط این یکی رو نکش!»

## بازیگران
- لیام نیسون در نقش برایان میلز، مأمور سابق سیا
- مگی گریس در نقش کیم، دختر لنور و برایان
- فامک جانسن در نقش لنور/لنی، همسر سابق برایان
- راده سربزیا در نقش مراد، پدر یکی از آلبانیایی‌های کشته‌شده
- لیلند ارسر در نقش سم، دوست برایان
- جون گریس در نقش کَسی، دوست برایان
- دی بی سویینی در نقش برنی، دوست برایان
- لوک گریمز در نقش جیمز
- لونل در نقش راهنمای رانندگی کیم